# Camarones (Arica)
Camarones ist eine Stadt und Kommune in der Provinz Arica in der Región de Arica y Parinacota in Chile. Bei der Volkszählung im Jahr 2017 hatte sie 1255 Einwohner. Die Gemeinde erstreckt sich über eine Fläche von 3927 km².

## Geschichte
Camarones stellt einen Prozess kontinuierlicher menschlicher Besiedlung seiner Gebiete seit mehr als 7500 Jahren dar und ist das archäologische Erbe der ältesten Mumien der Welt, die zur Chinchorro-Kultur gehören, einer universellen Ikone, die von der Wissenschaft weltweit anerkannt wird. Das Leben der Chinchorros hing von den Ressourcen ab, die ihnen das Meer durch Fischfang, Jagd und Sammeln zur Verfügung stellte. Es wird angenommen, dass etwa 5000 v. Chr. begannen sie, eine komplizierte Technik zur künstlichen Mumifizierung ihrer Toten zu entwickeln. Die Mumien variierten im Laufe der Jahre in Technik und Komplexität und reichten von echten Bildnissen oder Grabstatuen bis hin zur einfachen Bedeckung der Körper mit einer Schlammschicht. Bereits um 1500 v. Chr. verzichteten sie aus noch unbekannten Gründen vollständig auf diesen Bestattungsritus.
Der chilenische Geograph Luis Risopatrón beschrieb Camarones 1924 in seinem Buch Diccionario Jeográfico de Chile als „Dorf“.
Die Gemeinde wurde am 30. Dezember 1927 unter dem Namen Codpa gegründet, änderte aber ihre Grenzen und erhielt 1979 durch das Dekret 2868 vom 26. Oktober 1979 ihren heutigen Namen.

## Bevölkerung
Laut der Volkszählung des Nationalen Statistikinstituts von 2002 hatte Camarones 1220 Einwohner (745 Männer und 475 Frauen) und ist ein ländliches Gebiet. Die Bevölkerung wuchs zwischen den Volkszählungen 1992 und 2002 um 39 % (372 Personen). Im Jahr 2017 zählte man 1255 Personen.